# Suzanne Danielle
Suzanne Danielle, cuyo nombre de nacimiento es Morris, nació el 14 de enero de 1957. Es una actriz inglesa retirada conocida por sus papeles en cine y televisión.

## Primeros años de vida
Suzanne Danielle recibió su formación como bailarina en la Escuela de Artes Teatrales Bush Davies en Romford, Essex, su ciudad natal. También asistió a la Escuela Comunitaria Bedfords Park en Straight Road, Harold Hill. A la edad de 16 años, hizo su debut en el West End en el musical "Billy" (1974), junto a Michael Crawford. Esta experiencia la llevó a ser invitada como bailarina en el programa de Bruce Forsyth llamado "Bruce and More Girls". Danielle, admiradora de Cyd Charisse, se unió a un grupo de baile conocido como The Younger Generation después de dejar la escuela.

## Carrera en pantalla
El primer papel de Suzanne Danielle en la pantalla como actriz fue como "Pretty Girl" en un episodio de la serie "The Professionals" titulado "Killer with a Long Arm", emitido en enero de 1978. Su debut cinematográfico fue en "The Wild Geese" (1978), aunque su primer papel acreditado llegó ese mismo año en "Carry On Emmannuelle", la última película de la serie original de Carry On. Un crítico destacó: "Muchos de los fieles seguidores hacen acto de presencia, pero, aparte de Kenneth Williams, están ahí principalmente para respaldar a la heroína del mismo nombre, representada por la atlética y de piernas largas Suzanne Danielle". También en ese año, filmó "La dama de oro", protagonizada por Ina Skriver; la película se estrenó en 1979. En "Arabian Adventure" (también 1979), interpretó a una bailarina y realizó una danza del vientre para el personaje del Califa, interpretado por Christopher Lee. Su última película fue "The Trouble with Spies" (1987, aunque filmada en 1984), en la que actuó junto a Donald Sutherland y Michael Hordern.
A finales de la década de 1970 y principios de la de 1980, Suzanne Danielle fue reconocida por tener "el monopolio de las chicas atractivas y promiscuas que se divierten". Durante este tiempo, fue un rostro habitual en la televisión británica, destacándose especialmente entre 1979 y 1983. Participó como miembro del equipo en el programa de televisión Give Us a Clue y apareció en numerosos programas de entretenimiento ligero, incluida la edición navideña de 1984 de Blankety Blank. Como actriz, tuvo roles en series como Doctor Who (en la historia Destiny of the Daleks), Hammer House of Horror, Morecambe and Wise, Tales of the Unexpected, y se convirtió en colaboradora frecuente de la serie de Mike Yarwood en ITV durante los primeros años de la década de 1980, donde interpretó a Diana, Princesa de Gales, frente a la personificación del Príncipe Carlos por parte de Yarwood.

## Teatro
En 1980, Suzanne Danielle incursionó en el teatro en una producción itinerante de la comedia de dos personas de John Murray, The Monkey Walk, en la que actuó junto a Patrick Mower. Esta producción viajó a lugares tan diversos como Singapur y Nueva Zelanda, ofreciendo a Danielle una experiencia teatral en escenarios internacionales.
En 1983, Suzanne Danielle protagonizó un álbum de instrucciones de ejercicios en vinilo y casete de la serie Shape Up and Dance. Este proyecto la llevó a explorar el mundo del fitness y el bienestar, ofreciendo a los espectadores y oyentes una guía práctica para mantenerse en forma y activos. En 1985, Suzanne Danielle protagonizó una pantomima navideña de Jack and the Beanstalk en Richmond, Surrey. Esta producción contó con el apoyo de destacados actores como Jimmy Edwards, Kenneth Connor y Joan Sims, ofreciendo una experiencia teatral festiva para el público.

## Vida personal
Suzanne Danielle mantuvo una relación con el actor Patrick Mower durante siete años. En 1986, conoció al golfista Sam Torrance, quien le propuso matrimonio en 1987 en un vuelo del Concorde camino a jugar la Ryder Cup en Columbus, Ohio, Estados Unidos. Se casaron el 14 de febrero de 1995 en el castillo de Skibo. Tienen cuatro hijos.

## Filmografía
- "The Stud" (1978) - Bailarina de discoteca (sin acreditar)
- "The Wild Geese" (1978) - Chica en la fiesta (sin acreditar)
- "Tiro lejano" (1978) - Sue
- "Continúe Emmannuelle" (1978) - Emmannuelle Prevert
- "Aventura árabe" (1979) - Bailarina oriental
- "La dama de oro" (1979) - Dalia
- "Sir Henry en Rawlinson End" (1980) - Candice Rawlinson[17]
- "Flash Gordon" (1980) - Sirvienta[18]
- "Los chicos de azul" (1982) - Kim[19]
- "Escape del Diablo" (1984) – Pilar
- "El problema de los espías" (1987) – María Sola

## Televisión
- "Los profesionales" - "Asesino con un brazo largo" (1978) – "Chica guapa"
- "The Morecambe and Wise Show" - varias apariciones
- "Doctor Who" - "El destino de los Daleks" (1979) – "Agella"
- "Danos una pista" - Invitada habitual, 1979–83
- "Hammer House of Horror" - "El águila de los Cárpatos" (1980) - Natalie[20][21]
- "Cuentos de lo inesperado" - "Hijack" (1981) como Millie y "Pattern of Guilt" (1982) como Elaine Briscoe
- "Jane" (1982) – Lola Pagola
- "Mike Yarwood en Personas" (1981) – Diana, princesa de Gales
- "Extraños" (1982) - Gail Merrian
- "Actuación de variedades reales" - 8 de noviembre de 1982
- "Simplemente asombroso" (1983) - presentador
- "Blankety Blank" - 25 de diciembre de 1984